# باماغا
باماغا (Bamaga)  هي مدينة صغيرة ومحلية تبعد حوالي 40 كيلومتر (25 ميل) عن الطرف الشمالي من شبه جزيرة كيب يورك في شمال كوينزلاند، أستراليا. في التعداد السكاني في لأستراليا عام 2006 ، كان عدد سكان باماغا يبلغ784. وهي واحدة من المستوطنات في أقصى شمال القارة الأسترالية.

## المناخ
يظهر الجدول التالي التغييرات المناخية على مدار السنة لباماغا:
| البيانات المناخية لـباماغا        | البيانات المناخية لـباماغا | البيانات المناخية لـباماغا | البيانات المناخية لـباماغا | البيانات المناخية لـباماغا | البيانات المناخية لـباماغا | البيانات المناخية لـباماغا | البيانات المناخية لـباماغا | البيانات المناخية لـباماغا | البيانات المناخية لـباماغا | البيانات المناخية لـباماغا | البيانات المناخية لـباماغا | البيانات المناخية لـباماغا | البيانات المناخية لـباماغا |
| الشهر                             | يناير                      | فبراير                     | مارس                       | أبريل                      | مايو                       | يونيو                      | يوليو                      | أغسطس                      | سبتمبر                     | أكتوبر                     | نوفمبر                     | ديسمبر                     | المعدل السنوي              |
| --------------------------------- | -------------------------- | -------------------------- | -------------------------- | -------------------------- | -------------------------- | -------------------------- | -------------------------- | -------------------------- | -------------------------- | -------------------------- | -------------------------- | -------------------------- | -------------------------- |
| متوسط درجة الحرارة الكبرى °م (°ف) | 30.8 (87.4)                | 30.4 (86.7)                | 30.4 (86.7)                | 30.3 (86.5)                | 29.8 (85.6)                | 29.2 (84.6)                | 28.6 (83.5)                | 28.8 (83.8)                | 30.0 (86.0)                | 30.9 (87.6)                | 31.8 (89.2)                | 31.8 (89.2)                | 29.9 (85.8)                |
| متوسط درجة الحرارة الصغرى °م (°ف) | 25.2 (77.4)                | 24.9 (76.8)                | 25.0 (77.0)                | 25.2 (77.4)                | 24.7 (76.5)                | 23.9 (75.0)                | 22.9 (73.2)                | 22.8 (73.0)                | 23.6 (74.5)                | 24.8 (76.6)                | 25.6 (78.1)                | 25.7 (78.3)                | 24.7 (76.5)                |
| الهطول مم (إنش)                   | 356.9 (14.05)              | 497.2 (19.57)              | 353.5 (13.92)              | 244.0 (9.61)               | 67.9 (2.67)                | 16.8 (0.66)                | 8.9 (0.35)                 | 5.2 (0.20)                 | 2.7 (0.11)                 | 9.3 (0.37)                 | 46.4 (1.83)                | 196.8 (7.75)               | 1٬805٫6 (71.09)            |
| المصدر: Yahoo Weather             |                            |                            |                            |                            |                            |                            |                            |                            |                            |                            |                            |                            |                            |

## روابط خارجية
- جامعة كوينزلاند: كوينزلاند الأماكن: باماغا
- المجلس الإقليمي لمنطقة شبه الجزيرة الشمالية